# Tsubame

Tsubame (燕市 Tsubame-shi?) este un municipiu din Japonia, prefectura Niigata.